# 布萊克鎮區 (印地安納州波西縣)
布萊克鎮區（英語：Black Township）是位於美國印地安納州波西縣的一個行政鎮區。

## 地方資料
根據2010年美國人口普查的數據，布萊克鎮區的面積為230.37平方千米，當中陸地面積為225.41平方千米，而水域面積為4.96平方千米。當地共有人口10288人，而人口密度為每平方千米44.66人。